# Frédéric Bolley
Frédéric Bolley (Marsiglia, 17 febbraio 1974) è un pilota motociclistico francese ritiratosi dall'attività agonistica, due volte campione mondiale di motocross.

## Carriera
Ha esordito nei trofei di motocross e supercross nazionali raccogliendo numerosi titoli francesi "junior" ed "élite". Partecipa anche ad alcune gare di enduro, come la famosa Enduro del Touquet, con discreti risultati prima di passare al mondiale di motocross.
Nel biennio 1999-2000 conquista per due volte consecutive il titolo di campione mondiale di motocross della classe 250, entrambe le volte in sella ad una Honda.
Pilota poliedrico, dopo la fruttuosa carriera in motocross si lancia nell'avventura del supermotard dove raccoglie ottimi risultati nel campionato mondiale.
Da citare anche una stagione nel campionato mondiale di enduro nel 2007 (14º in classifica generale nella categoria E3) e la partecipazione ad una gara in pista, nella fattispecie il mondiale Supersport del 2003, conclusasi con un ritiro.
Oltre ai campionati individuali, Bolley ha rappresentato la nazionale francese di motocross in alcune edizioni del Motocross delle Nazioni. I risultati della sua squadra sono stati: 3º nel 1994, 2º nel 1996 e nel 1999.

## Risultati in gara

### Mondiale Supersport
| 2003 | Moto  |  |  |  |  |  |  |  |  |  |  |     |  | Punti | Pos. |
| ---- | ----- |  |  |  |  |  |  |  |  |  |  | --- |  | ----- | ---- |
| 2003 | Honda |  |  |  |  |  |  |  |  |  |  | Rit |  | 0     |      |

| Legenda | 1º posto        | 2º posto            | 3º posto           | A punti      | Senza punti        | Grassetto – Pole position Corsivo – Giro più veloce |
| Legenda | Gara non valida | Non qual./Non part. | Ritirato/Non class | Squalificato | '-' Dato non disp. | Grassetto – Pole position Corsivo – Giro più veloce |

### Altri risultati
- 1987: Campione Francese Motocross Cadetti
- 1990: Campione Francese Supercross classe 125
- 1992: 3º all'Enduro del Touquet (su Yamaha)[5]
- 1993: Campione Francese Motocross Élite
- 1999: Campione mondiale di Motocross classe 250
- 2000: Campione mondiale di Motocross classe 250
- 2000: Vincitore Guidon D'or di Parigi (su Honda)
- 2001: 7º posto Campionato del Mondo Motocross classe 250 (su Honda)
- 2001: 2º posto Starbikers di Mettet (su Honda)
- 2002: 6º posto Campionato del Mondo Motocross classe 250 (su Yamaha)
- 2002: 22º posto Campionato del Mondo Supermoto (su Yamaha)
- 2002: 7º posto Guidon D'or di Parigi (su Honda)
- 2003: Partecipazione al Campionato del Mondo Supersport
- 2003: 3º posto Starbikers di Mettet (su Honda)
- 2003: 7º posto Guidon D'or di Parigi (su Honda)
- 2004: 6º posto Campionato del Mondo Supermoto S2 (su Aprilia)
- 2005: 4º posto Campionato del Mondo Supermoto S2 (su Aprilia)
- 2005: 31º posto Campionato Francese Supermoto classe 450 (su Aprilia)
- 2005: 36º posto Campionato Internazionale d'Italia Supermoto classe Sport (1 gara su 6) (su Aprilia)
- 2006: 4º posto Campionato del Mondo Supermoto S2 (su Aprilia)
- 2006: 15º posto Campionato Internazionale d'Italia Supermoto classe Sport (3 gare su 6) (su Aprilia)
- 2006: Vincitore Oxtar Day Supermoto (su Aprilia)
- 2007: 14º posto Campionato del Mondo Enduro E3 (su Gas Gas) - infortunio
- 2007: 6º posto Starbikers di Mettet (su Honda)
- 2007: 10º posto Extreme Supermotard di Bologna (su Honda)
- 2008: 2º posto Starbikers di Mettet (su Honda)
- 2008: 37º posto Superbikers di Mettet (su Honda)
- 2008: 19º posto Extreme Supermotard di Bologna (su Honda)
- 2009: 4º posto Starbikers di Mettet (su Honda)